# «Локомотив» (Новосибирск) в сезоне 2014/2015
 Волейбольный клуб «Локомотив» в сезоне 2014/2015 — статистика выступлений и деятельность клуба в Суперлиге чемпионата России по волейболу в сезоне 2014/15.

## Итоги прошедшего сезона (2013/2014)
По итогам сезона в Суперлиге команда впервые в своей истории завоевала медали российского первенства. В финале «сибиряки» уступили «Зениту» 0:3. В розыгрыше кубка России волейболисты не вышли из группы финального этапа. В розыгрыше Лиги чемпионов команда заняла 3-е место в группе. На чемпионате мира среди клубных команд в Бразилии «Локомотив» завоевал серебряные медали, проиграв в трёх партиях местному «Сада Крузейро».

## Хронология событий
- 15 июля 2014 г.  команда выходит из отпуска.
- 20 июля — 4 августа 2014 г.  команда проводит учебно-тренировочный сбор в Анапе.
- 31 августа 2014 г. «Локомотив» стал девятикратным победителем Кубка Сибири и Дальнего Востока, одержав победу над новоуренгойским «Факелом» со счётом 3:0 в финале.
- 8 сентября 2014 г.  «Локомотив» ознакомил болельщиков с ценовой политикой на абонементы — 6 500 рублей[1].
- сентябрь 2014 г. На молодёжном чемпионате Европы по волейболу в Чехии и Словакии сборная России заняла первое место. В составе «золотой» команды выступал игрок дубля «Локомотива» Максим Белогорцев.
- 19 апреля 2015 г.  «Локомотив» завершил сезон, выиграв «Факел» в серии за 5-е место (2-0). Итоговый результат в чемпионате России сезона 2014/15 — 5-е место.

## Трансферная политика

### Пришли
| Поз.         | Игрок               | Прежний клуб                  |
| ------------ | ------------------- | ----------------------------- |
| Доигровщик   | Станислав Еремин    | «Динамо» (Кр)                 |
| Диагональный | Денис Земчёнок      | «Динамо» (Кр)                 |
| Блокирующий  | Александр Абросимов | «Зенит»                       |
| Блокирующий  | Дэвид Ли            | «Tang Dynasty Hotel Shanghai» |
| Либеро       | Валерий Комаров     | «Динамо» (Кр)                 |
| Связующий    | Олег Самсонычев     | «Факел»                       |

### Ушли
| Поз.        | Игрок              | Новый клуб       |
| ----------- | ------------------ | ---------------- |
| Связующий   | Андрей Зубков      | «Енисей»         |
| Блокирующий | Антон Асташенков   | «Нефтяник» (О)   |
| Доигровщик  | Антон Мысин        | «Енисей»         |
| Доигровщик  | Илья Жилин         | «Динамо» (Кр)    |
| Блокирующий | Аркадий Козлов     | «Урал»           |
| Либеро      | Константин Сиденко | завершил карьеру |

## Чемпионат России

### Предварительный турнир

#### 1 тур
| 4 октября 2014 года отчёт 16:00 MSK | Локомотив | 3 : 0 (25:20, 25:22, 25:16) | Прикамье | СКК «Север», Новосибирск |

| Отчёт                                                                                           | Отчёт | Отчёт                                                                              | Отчёт | Отчёт |
| ----------------------------------------------------------------------------------------------- | ----- | ---------------------------------------------------------------------------------- | ----- | ----- |
|                                                                                                 |       |                                                                                    |       |       |
|                                                                                                 |       |                                                                                    |       |       |
|                                                                                                 |       |                                                                                    |       |       |
| Камехо (17) Дивиш (12) Земченок (8) Абросимов (8) Вольвич (7) Бутько (1) Еремин (0) Голубев (л) |       | Якимов (13) Козицын (8) Никитин (7) Карпенко (6) Куликов (3) Буланов (2) Бусел (1) |       |       |
|                                                                                                 |       |                                                                                    |       |       |
|                                                                                                 |       |                                                                                    |       |       |
|                                                                                                 |       |                                                                                    |       |       |
|                                                                                                 |       |                                                                                    |       |       |
|                                                                                                 |       |                                                                                    |       |       |

Время матча - 1:21 (29+27+25).
Набранные очки - 75:58 (атака - 41:35, блок - 4:3, подача - 8:2, ошибки соперника - 22:18).

#### 2 тур
| 8 октября 2014 года отчёт 16:00 MSK | Локомотив | 3 : 1 (25:20, 25:27, 25:20, 25:16) | Губерния | СКК «Север», Новосибирск |

| Отчёт | Отчёт | Отчёт                                                                              | Отчёт | Отчёт |
| --- | ----- | ---------------------------------------------------------------------------------- | ----- | ----- |
| |       |                                                                                    |       |       |
| |       |                                                                                    |       |       |
| |       |                                                                                    |       |       |
| Камехо (19) Дивиш (16) Земченок (14) Вольвич (10) Абросимов (9) Бутько (2) Леоненко (2) Еремин (0) Голубев (л) |       | Павлов (15) Савин (14) Мартино (9) Сычев (8) Гетман (5) Андриевский (2) Шпилев (1) |       |       |
| |       |                                                                                    |       |       |
| |       |                                                                                    |       |       |
| |       |                                                                                    |       |       |
| |       |                                                                                    |       |       |
| |       |                                                                                    |       |       |

Время матча - 1:54 (26+35+28+25).
Набранные очки - 100:83 (атака - 50:39, блок - 15:10, подача - 7:5, ошибки соперника - 28:29).

#### 3 тур
| 12 октября 2014 года отчёт 15:00 MSK | Югра-Самотлор | 0 : 3 (23:25, 19:25, 23:25) | Локомотив | Зал международных встреч, Нижневартовск |

| Отчёт                                                                                    | Отчёт | Отчёт | Отчёт | Отчёт |
| ---------------------------------------------------------------------------------------- | ----- | --- | ----- | ----- |
|                                                                                          |       | |       |       |
|                                                                                          |       | |       |       |
|                                                                                          |       | |       |       |
| Тютлин (17) Карпухов (14) Леонтьев (10) Поляков (6) Платонов (1) Сафонов (1) Тарасов (1) |       | Земченок (14) Дивиш (13) Камехо (8) Абросимов (6) Бутько (5) Вольвич (3) Ли (2) Леоненко (2) Комаров (л) Голубев (л) |       |       |
|                                                                                          |       | |       |       |
|                                                                                          |       | |       |       |
|                                                                                          |       | |       |       |
|                                                                                          |       | |       |       |
|                                                                                          |       | |       |       |

Время матча - 1:22 (26+27+29).
Набранные очки - 75:65 (атака - 39:39, блок - 4:10, подача - 7:4, ошибки соперника - 15:22).

#### 4 тур
| 22 октября 2014 года отчёт 16:00 MSK | Кузбасс | 1 : 3 (23:25, 25:22, 17:25, 21:25) | Локомотив | СК «Горняк», Кемерово |

| Отчёт                                                                        | Отчёт | Отчёт | Отчёт | Отчёт |
| ---------------------------------------------------------------------------- | ----- | --- | ----- | ----- |
|                                                                              |       | |       |       |
|                                                                              |       | |       |       |
|                                                                              |       | |       |       |
| Нильссон (20) Мочалов (12) Щербаков (10) Аскеров (8) Крицкий (8) Макаров (1) |       | Камехо (28) Земченок (17) Дивиш (12) Абросимов (11) Вольвич (9) Бутько (1) Ерёмин (1) Леоненко (0) Самсонычев (0) Голубев (л) |       |       |
|                                                                              |       | |       |       |
|                                                                              |       | |       |       |
|                                                                              |       | |       |       |
|                                                                              |       | |       |       |
|                                                                              |       | |       |       |

Время матча - 1:53 (29+30+26+28).
Набранные очки - 86:97 (атака - 50:58, блок - 6:10, подача - 3:11, ошибки соперника - 27:18).

#### 5 тур
| 25 октября 2014 года отчёт 16:00 MSK | Локомотив | 1 : 3 (21:25, 25:17, 29:31, 17:25) | Динамо (М) | СКК «Север», Новосибирск |

| Отчёт | Отчёт | Отчёт | Отчёт | Отчёт |
| --- | ----- | --- | ----- | ----- |
| |       | |       |       |
| |       | |       |       |
| |       | |       |       |
| Камехо (15) Земченок (13) Дивиш (11) Абросимов (7) Ли (5) Бутько (3) Ерёмин (3) Самсонычев (1) Вольвич (0) Комаров (л) Голубев (л) |       | Бирюков (14) Круглов (14) Холт (12) Маркин (11) Щербинин (8) Зайцев (5) Гранкин (4) Панков (1) Бережко (1) |       |       |
| |       | |       |       |
| |       | |       |       |
| |       | |       |       |
| |       | |       |       |
| |       | |       |       |

Время матча - 2:03 (28+25+36+34).
Набранные очки - 92:98 (атака - 47:53, блок - 8:11, подача - 3:6, ошибки соперника - 34:28).

#### 6 тур
| 29 октября 2014 года отчёт 16:00 MSK | Локомотив | 3 : 0 (25:13, 25:12, 25:19) | Нефтяник | СКК «Север», Новосибирск |

| Отчёт | Отчёт | Отчёт | Отчёт | Отчёт |
| --- | ----- | --- | ----- | ----- |
| |       | |       |       |
| |       | |       |       |
| |       | |       |       |
| Камехо (17) Земченок (9) Дивиш (7) Леоненко (7) Абросимов (6) Вольвич (3) Ерёмин (1) Самсонычев (0) Комаров (л) Голубев (л) |       | Иванов (5) Васильев (5) Бекетов (4) Асташенков (4) Титич (3) Козлов (3) Братоев (2) Белица (2) Богомолов (2) |       |       |
| |       | |       |       |
| |       | |       |       |
| |       | |       |       |
| |       | |       |       |
| |       | |       |       |

Время матча - 1:07 (21+21+25).
Набранные очки - 75:44 (атака - 36:20, блок - 8:6, подача - 6:4, ошибки соперника - 25:14).

#### 7 тур
| 2 ноября 2014 года отчёт 17:00 MSK | Урал | 0 : 3 (19:25, 27:29, 24:26) | Локомотив | СДК «Динамо», Уфа |

| Отчёт                                                                                                | Отчёт | Отчёт | Отчёт | Отчёт |
| --- | ----- | --- | ----- | ----- |
| |       | |       |       |
| |       | |       |       |
| |       | |       |       |
| Куцмус (14) Феоктистов (13) Жлоба (6) Яковлев (6) Козлов (5) Афиногенов (4) Данилов (4) Кузнецов (1) |       | Камехо (16) Земченок (13) Вольвич (12) Абросимов (12) Дивиш (5) Бутько (3) Ерёмин (1) Комаров (л) Голубев (л) |       |       |
| |       | |       |       |
| |       | |       |       |
| |       | |       |       |
| |       | |       |       |
| |       | |       |       |

Время матча - 1:27 (25+33+29).
Набранные очки - 70:80 (атака - 41:45, блок - 5:11, подача - 7:6, ошибки соперника - 17:18).

#### 8 тур
| 9 ноября 2014 года отчёт 16:00 MSK | Локомотив | 3 : 1 (25:20, 25:21, 24:26, 25:15) | Зенит | СКК «Север», Новосибирск |

| Отчёт                                                                                                | Отчёт | Отчёт                                                                                   | Отчёт | Отчёт |
| --- | ----- | --------------------------------------------------------------------------------------- | ----- | ----- |
| |       |                                                                                         |       |       |
| |       |                                                                                         |       |       |
| |       |                                                                                         |       |       |
| Земченок (22) Камехо (17) Абросимов (15) Дивиш (14) Вольвич (11) Бутько (2) Леоненко (0) Голубев (л) |       | Михайлов (16) Леон (15) Спиридонов (10) Ащев (5) Апаликов (4) Сивожелез (3) Кобзарь (1) |       |       |
| |       |                                                                                         |       |       |
| |       |                                                                                         |       |       |
| |       |                                                                                         |       |       |
| |       |                                                                                         |       |       |
| |       |                                                                                         |       |       |

Время матча - 1:52 (28+29+31+24).
Набранные очки - 99:82 (атака - 56:42, блок - 16:6, подача - 9:6, ошибки соперника - 18:28).

#### 9 тур
| 15 ноября 2014 года отчёт 16:00 MSK | Факел | 0 : 3 (20:25, 23:25, 21:25) | Локомотив | КСЦ «Газодобытчик», Новый Уренгой |

| Отчёт                                                                                               | Отчёт | Отчёт | Отчёт | Отчёт |
| --------------------------------------------------------------------------------------------------- | ----- | --- | ----- | ----- |
| |       | |       |       |
| |       | |       |       |
| |       | |       |       |
| Клюка (14) Волков (11) Власов (8) Самойленко (5) Красиков (3) Тюрин (3) Колодинский (1) Фоменко (1) |       | Земченок (20) Камехо (15) Вольвич (10) Дивиш (9) Бутько (3) Абросимов (2) Еремин (0) Комаров (л) Голубев (л) |       |       |
| |       | |       |       |
| |       | |       |       |
| |       | |       |       |
| |       | |       |       |
| |       | |       |       |

Время матча - 1:21 (25+29+27).
Набранные очки - 64:75 (атака - 38:48, блок - 5:8, подача - 3:3, ошибки соперника - 18:16).

#### 10 тур
| 22 ноября 2014 года отчёт 16:00 MSK | Локомотив | 0 : 3 (22:25, 26:28, 21:25) | Газпром-Югра | СКК «Север», Новосибирск |

| Отчёт | Отчёт | Отчёт                                                                                   | Отчёт | Отчёт |
| --- | ----- | --------------------------------------------------------------------------------------- | ----- | ----- |
| |       |                                                                                         |       |       |
| |       |                                                                                         |       |       |
| |       |                                                                                         |       |       |
| Камехо (17) Дивиш (9) Вольвич (8) Земченок (7) Абросимов (4) Леоненко (4) Бутько (0) Еремин (0) Голубев (л) |       | Бакун (20) Родичев (16) Алексиев (15) Ханипов (5) Тодоров (5) Антипкин (3) Чефранов (1) |       |       |
| |       |                                                                                         |       |       |
| |       |                                                                                         |       |       |
| |       |                                                                                         |       |       |
| |       |                                                                                         |       |       |
| |       |                                                                                         |       |       |

Время матча - 1:37 (30+35+32).
Набранные очки - 69:78 (атака - 37:47, блок - 6:13, подача - 6:5, ошибки соперника - 20:13).

#### 11 тур
| 26 ноября 2014 года отчёт 19:00 MSK | Белогорье | 3 : 0 (25:22, 25:13, 25:21) | Локомотив | Дворец спорта «Космос», Белгород |

| Отчёт                                                                   | Отчёт | Отчёт | Отчёт | Отчёт |
| ----------------------------------------------------------------------- | ----- | --- | ----- | ----- |
|                                                                         |       | |       |       |
|                                                                         |       | |       |       |
|                                                                         |       | |       |       |
| Тетюхин (12) Мусэрский (11) Грозер (10) Хтей (7) Смоляр (6) Травица (3) |       | Камехо (14) Земченок (9) Дивиш (6) Вольвич (5) Ли (3) Абросимов (2) Леоненко (1) Еремин (1) Самсонычев (0) Бутько (0) Голубев (л) Комаров (л) |       |       |
|                                                                         |       | |       |       |
|                                                                         |       | |       |       |
|                                                                         |       | |       |       |
|                                                                         |       | |       |       |
|                                                                         |       | |       |       |

Время матча - 1:15 (27+22+26).
Набранные очки - 75:56 (атака - 32:32, блок - 11:7, подача - 6:2, ошибки соперника - 26:15).

#### 12 тур
| 29 ноября 2014 года отчёт 20:00 MSK | Грозный | 0 : 3 (10:25, 14:25, 22:25) | Локомотив | ДС «Надежда», Серпухов |

| Отчёт | Отчёт | Отчёт | Отчёт | Отчёт |
| --- | ----- | --- | ----- | ----- |
| |       | |       |       |
| |       | |       |       |
| |       | |       |       |
| Шкулявичус (12) Комаров (6) Осипов (4) Таюрский (3) Бескровный (3) Черненко (2) Никоненко (1) Подлесных (1) Никишин (1) |       | Земченок (12) Камехо (11) Еремин (7) Дивиш (6) Ли (5) Леоненко (5) Самсонычев (2) Куркаев (2) Абросимов (1) Бутько (1) Голубев (л) Комаров (л) |       |       |
| |       | |       |       |
| |       | |       |       |
| |       | |       |       |
| |       | |       |       |
| |       | |       |       |

Время матча - 1:05 (18+21+26).
Набранные очки - 46:75 (атака - 24:41, блок - 6:5, подача - 3:6, ошибки соперника - 13:23).

#### 13 тур
| 6 декабря 2014 года отчёт 19:00 MSK | Динамо (Кр) | 2 : 3 (19:25, 25:20, 25:17, 18:25, 10:15) | Локомотив | Дворец спорта «Олимп», Краснодар |

| Отчёт                                                                                    | Отчёт | Отчёт | Отчёт | Отчёт |
| ---------------------------------------------------------------------------------------- | ----- | --- | ----- | ----- |
|                                                                                          |       | |       |       |
|                                                                                          |       | |       |       |
|                                                                                          |       | |       |       |
| Штокр (27) Пантелеймоненко (18) Червяков (14) Юдин (11) Кривец (6) Марлон (1) Крикун (1) |       | Земченок (18) Камехо (18) Леоненко (12) Вольвич (11) Абросимов (8) Дивиш (4) Бутько (4) Еремин (1) Самсонычев (0) Голубев (л) |       |       |
|                                                                                          |       | |       |       |
|                                                                                          |       | |       |       |
|                                                                                          |       | |       |       |
|                                                                                          |       | |       |       |
|                                                                                          |       | |       |       |

Время матча - 2:00 (26+27+26+25+16).
Набранные очки - 97:102 (атака - 65:63, блок - 8:7, подача - 5:7, ошибки соперника - 19:26).

#### 14 тур
| 10 декабря 2014 года 18:00 MSK отчёт | Губерния | 1 : 3 (25:20, 22:25, 19:25, 12:25) | Локомотив | СК «Заречье», Нижний Новгород |

| Отчёт | Отчёт | Отчёт | Отчёт | Отчёт |
| --- | ----- | --- | ----- | ----- |
| |       | |       |       |
| |       | |       |       |
| |       | |       |       |
| Савин (16) Воронков (15) Мартино (9) Сычев (6) Кулешов (5) Йосифов (2) Шульгин (2) Каштанов (1) Бестужев (1) Гетман (1) |       | Дивиш (14) Земченок (12) Камехо (12) Вольвич (10) Ли (9) Леоненко (4) Бутько (3) Куркаев (0) Голубев (л) |       |       |
| |       | |       |       |
| |       | |       |       |
| |       | |       |       |
| |       | |       |       |
| |       | |       |       |

Время матча - 1:43 (26+29+26+22).
Набранные очки - 78:95 (атака - 44:45, блок - 10:12, подача - 4:7, ошибки соперника - 20:31).

#### 15 тур
| 14 декабря 2014 года отчёт 16:00 MSK | Локомотив | 3 : 1 (25:23, 32:30, 21:25, 25:16) | Югра-Самотлор | СКК «Север», Новосибирск |

| Отчёт | Отчёт | Отчёт | Отчёт | Отчёт |
| --- | ----- | --- | ----- | ----- |
| |       | |       |       |
| |       | |       |       |
| |       | |       |       |
| Земченок (22) Еремин (14) Леоненко (9) Ли (8) Вольвич (7) Дивиш (4) Бутько (4) Куркаев (4) Голубев (л) Комаров (л) |       | Карпухов (21) Тютлин (13) Леонтьев (12) Сафонов (10) Поляков (7) Тарасов (5) Хандролин (2) Евтюхин (2) Платонов (1) |       |       |
| |       | |       |       |
| |       | |       |       |
| |       | |       |       |
| |       | |       |       |
| |       | |       |       |

Время матча - 1:55 (27+35+29+24).
Набранные очки - 103:94 (атака - 53:55, блок - 12:8, подача - 7:10, ошибки соперника - 31:21).

#### 16 тур
| 4 января 2015 года отчёт 16:00 MSK | Локомотив | 3 : 1 (21:25, 25:23, 25:15, 26:24) | Кузбасс | СКК «Север», Новосибирск |

| Отчёт | Отчёт | Отчёт                                                                       | Отчёт | Отчёт |
| --- | ----- | --------------------------------------------------------------------------- | ----- | ----- |
| |       |                                                                             |       |       |
| |       |                                                                             |       |       |
| |       |                                                                             |       |       |
| Камехо (21) Земченок (16) Еремин (9) Вольвич (7) Ли (5) Бутько (3) Мороз (1) Куркаев (1) Абросимов (1) Дивиш (0) Голубев (л) Комаров (л) |       | Нильссон (19) Андрэ (18) Крицкий (11) Мочалов (10) Щербаков (8) Макаров (2) |       |       |
| |       |                                                                             |       |       |
| |       |                                                                             |       |       |
| |       |                                                                             |       |       |
| |       |                                                                             |       |       |
| |       |                                                                             |       |       |

Время матча - 1:55 (28+29+24+34).
Набранные очки - 97:87 (атака - 55:50, блок - 6:10, подача - 3:8, ошибки соперника - 33:19).

#### 17 тур
| 7 января 2015 года отчёт 18:00 MSK | Динамо (М) | 3 : 0 (25:23, 25:22, 27:25) | Локомотив | ДС «Динамо», Москва |

| Отчёт                                                                  | Отчёт | Отчёт | Отчёт | Отчёт |
| ---------------------------------------------------------------------- | ----- | --- | ----- | ----- |
|                                                                        |       | |       |       |
|                                                                        |       | |       |       |
|                                                                        |       | |       |       |
| Зайцев (18) Бирюков (16) Маркин (11) Холт (6) Щербинин (5) Гранкин (1) |       | Камехо (18) Земченок (10) Еремин (5) Абросимов (5) Вольвич (3) Дивиш (3) Бутько (1) Мороз (0) Самсонычев (0) Голубев (л) Комаров (л) |       |       |
|                                                                        |       | |       |       |
|                                                                        |       | |       |       |
|                                                                        |       | |       |       |
|                                                                        |       | |       |       |
|                                                                        |       | |       |       |

Время матча - 1:29 (29+29+31).
Набранные очки - 77:70 (атака - 42:37, блок - 9:6, подача - 6:2, ошибки соперника - 20:25).

#### 18 тур
| 10 января 2015 года отчёт 16:00 MSK | Прикамье | 0 : 3 (18:25, 20:25, 18:25) | Локомотив | СК им. В.П. Сухарева, Пермь |

| Отчёт                                                                     | Отчёт | Отчёт | Отчёт | Отчёт |
| ------------------------------------------------------------------------- | ----- | --- | ----- | ----- |
|                                                                           |       | |       |       |
|                                                                           |       | |       |       |
|                                                                           |       | |       |       |
| Петров (15) Авдоченко (13) Никитин (6) Куликов (3) Козицын (2) Коннов (1) |       | Земченок (11) Дивиш (9) Абросимов (8) Еремин (8) Камехо (6) Мороз (5) Ли (4) Вольвич (2) Бутько (1) Самсонычев (0) Голубев (л) |       |       |
|                                                                           |       | |       |       |
|                                                                           |       | |       |       |
|                                                                           |       | |       |       |
|                                                                           |       | |       |       |
|                                                                           |       | |       |       |

Время матча - 1:16 (24+24+26).
Набранные очки - 56:75 (атака - 35:43, блок - 5:6, подача - 1:5, ошибки соперника - 15:21).

#### 19 тур
| 18 января 2015 года отчёт 17:00 MSK | Нефтяник | 3 : 1 (25:23, 25:21, 20:25, 32:30) | Локомотив | СК «Олимпийский», Оренбург |

| Отчёт                                                                       | Отчёт | Отчёт | Отчёт | Отчёт |
| --------------------------------------------------------------------------- | ----- | --- | ----- | ----- |
|                                                                             |       | |       |       |
|                                                                             |       | |       |       |
|                                                                             |       | |       |       |
| Титич (22) Козлов (19) Авдеев (15) Бекетов (13) Асташенков (8) Васильев (2) |       | Камехо (21) Земченок (15) Вольвич (12) Дивиш (8) Еремин (5) Ли (4) Абросимов (4) Мороз (2) Бутько (2) Самсонычев (0) Голубев (л) Комаров (л) |       |       |
|                                                                             |       | |       |       |
|                                                                             |       | |       |       |
|                                                                             |       | |       |       |
|                                                                             |       | |       |       |
|                                                                             |       | |       |       |

Время матча - 1:58 (25+30+25+38).
Набранные очки - 102:99 (атака - 62:57, блок - 13:11, подача - 4:5, ошибки соперника - 23:26).

#### 20 тур
| 24 января 2015 года отчёт 16:00 MSK | Локомотив | 3 : 0 (25:23, 25:10, 27:14) | Урал | СКК «Север», Новосибирск |

| Отчёт | Отчёт | Отчёт                                                                       | Отчёт | Отчёт |
| --- | ----- | --------------------------------------------------------------------------- | ----- | ----- |
| |       |                                                                             |       |       |
| |       |                                                                             |       |       |
| |       |                                                                             |       |       |
| Дивиш (16) Камехо (14) Земченок (13) Вольвич (5) Абросимов (5) Бутько (5) Еремин (2) Самсонычев (0) Голубев (л) Комаров (л) |       | Данилов (9) Мельник (8) Максимов (5) Феоктистов (4) Кузнецов (3) Козлов (2) |       |       |
| |       |                                                                             |       |       |
| |       |                                                                             |       |       |
| |       |                                                                             |       |       |
| |       |                                                                             |       |       |
| |       |                                                                             |       |       |

Время матча - 1:09 (26+20+21).
Набранные очки - 75:47 (атака - 40:26, блок - 10:3, подача - 10:2, ошибки соперника - 15:16).

#### 21 тур
| 1 февраля 2015 года отчёт 16:00 MSK | Зенит | 3 : 1 (22:25, 25:21, 25:16, 25:22) | Локомотив | Центр волейбола «Санкт-Петербург», Казань |

| Отчёт                                                                                            | Отчёт | Отчёт | Отчёт | Отчёт |
| ------------------------------------------------------------------------------------------------ | ----- | --- | ----- | ----- |
|                                                                                                  |       | |       |       |
|                                                                                                  |       | |       |       |
|                                                                                                  |       | |       |       |
| Леон (20) Михайлов (14) Апаликов (11) Спиридонов (9) Гуцалюк (6) Маруф (2) Ащев (2) Полетаев (2) |       | Земченок (14) Дивиш (12) Камехо (11) Вольвич (10) Абросимов (5) Самсонычев (2) Аксютин (1) Еремин (0) Жось (0) Голубев (л) Комаров (л) |       |       |
|                                                                                                  |       | |       |       |
|                                                                                                  |       | |       |       |
|                                                                                                  |       | |       |       |
|                                                                                                  |       | |       |       |
|                                                                                                  |       | |       |       |

Время матча - 1:46 (25+27+26+28).
Набранные очки - 97:84 (атака - 44:42, блок - 12:5, подача - 10:8, ошибки соперника - 31:29).

#### 22 тур
| 7 февраля 2015 года отчёт 16:00MSK | Локомотив | 3 : 0 (25:20, 25:21, 25:18) | Факел | СКК «Север», Новосибирск |

| Отчёт                                                                                             | Отчёт | Отчёт | Отчёт | Отчёт |
| ------------------------------------------------------------------------------------------------- | ----- | --- | ----- | ----- |
|                                                                                                   |       | |       |       |
|                                                                                                   |       | |       |       |
|                                                                                                   |       | |       |       |
| Еремин (14) Камехо (11) Земченок (10) Абросимов (10) Вольвич (8) Бутько (3) Дивиш (1) Голубев (л) |       | Волков (12) Клюка (8) Тюрин (7) Лихошерстов (7) Самойленко (2) Фоменко (2) Колодинский (1) Власов (1) Безруков (1) |       |       |
|                                                                                                   |       | |       |       |
|                                                                                                   |       | |       |       |
|                                                                                                   |       | |       |       |
|                                                                                                   |       | |       |       |
|                                                                                                   |       | |       |       |

Время матча - 1:20 (24+29+27).
Набранные очки - 75:59 (атака - 35:34, блок - 14:5, подача - 8:2, ошибки соперника - 18:18).

#### 23 тур
| 14 января 2015 года отчёт 17:00 MSK | Газпром-Югра | 2 : 3 (25:19, 19:25, 21:25, 25:22, 9:15) | Локомотив | «Премьер-Арена», Сургут |

| Отчёт | Отчёт | Отчёт | Отчёт | Отчёт |
| --- | ----- | --- | ----- | ----- |
| |       | |       |       |
| |       | |       |       |
| |       | |       |       |
| Бакун (19) Тодоров (12) Алексиев (10) Родичев (6) Ханипов (6) Антипкин (5) Красиков (5) Шипотько (2) Мосов (1) |       | Камехо (22) Земченок (19) Вольвич (18) Еремин (12) Ли (6) Бутько (3) Мороз (1) Куркаев (1) Аксютин (0) Абросимов (0) Самсонычев (0) Голубев (л) |       |       |
| |       | |       |       |
| |       | |       |       |
| |       | |       |       |
| |       | |       |       |
| |       | |       |       |

Время матча - 2:07 (26+29+29+29+14).
Набранные очки - 99:106 (атака - 56:64, блок - 14:8, подача - 3:10, ошибки соперника - 33:24).

#### 24 тур
| 14 февраля 2015 года отчёт 16:00MSK | Локомотив | 3 : 0 (25:23, 25:16, 25:19) | Белогорье | СКК «Север», Новосибирск |

| Отчёт | Отчёт | Отчёт                                                          | Отчёт | Отчёт |
| --- | ----- | -------------------------------------------------------------- | ----- | ----- |
| |       |                                                                |       |       |
| |       |                                                                |       |       |
| |       |                                                                |       |       |
| Камехо (16) Земченок (15) Абросимов (6) Еремин (5) Вольвич (4) Ли (4) Дивиш (2) Бутько (1) Леоненко (0) Самсонычев (0) Голубев (л) Комаров (л) |       | Жигалов (11) Сафонов (7) Ильиных (7) Косарев (3) Богомолов (2) |       |       |
| |       |                                                                |       |       |
| |       |                                                                |       |       |
| |       |                                                                |       |       |
| |       |                                                                |       |       |
| |       |                                                                |       |       |

Время матча - 1:22 (29+26+27).
Набранные очки - 75:58 (атака - 40:15, блок - 8:8, подача - 5:7, ошибки соперника - 22:28).

#### 25 тур
| 25 февраля 2015 года отчёт 16:00 MSK | Локомотив | 3 : 2 (18:25, 25:16, 22:25, 25:18, 15:9) | Динамо (Кр) | СКК «Север», Новосибирск |

| Отчёт | Отчёт | Отчёт                                                                                            | Отчёт | Отчёт |
| --- | ----- | ------------------------------------------------------------------------------------------------ | ----- | ----- |
| |       |                                                                                                  |       |       |
| |       |                                                                                                  |       |       |
| |       |                                                                                                  |       |       |
| Дивиш (20) Мороз (13) Абросимов (10) Земченок (8) Вольвич (8) Камехо (8) Еремин (6) Бутько (4) Леоненко (0) Самсонычев (0) Голубев (л) Комаров (л) |       | Штокр (26) Пантелеймоненко (19) Червяков (6) Жилин (6) Кривец (5) Юдин (4) Крикун (3) Марлон (1) |       |       |
| |       |                                                                                                  |       |       |
| |       |                                                                                                  |       |       |
| |       |                                                                                                  |       |       |
| |       |                                                                                                  |       |       |
| |       |                                                                                                  |       |       |

Время матча - 2:05 (25+25+33+26+16).
Набранные очки - 105:93 (атака - 56:69, блок - 13:6, подача - 8:5, ошибки соперника - 28:23).

#### 26 тур
| 28 февраля 2015 года отчёт 16:00 MSK | Локомотив | 3 : 1 (25:15, 22:25, 25:17, 25:14) | Грозный | СКК «Север», Новосибирск |

| Отчёт | Отчёт | Отчёт                                                                  | Отчёт | Отчёт |
| --- | ----- | ---------------------------------------------------------------------- | ----- | ----- |
| |       |                                                                        |       |       |
| |       |                                                                        |       |       |
| |       |                                                                        |       |       |
| Мороз (22) Леоненко (13) Куркаев (13) Ли (7) Еремин (4) Земченок (1) Дивиш (0) Бутько (0) Самсонычев (0) Голубев (л) Комаров (л) |       | Шкулявичус (17) Комаров (11) Бескровный (9) Гончаров (9) Никоненко (5) |       |       |
| |       |                                                                        |       |       |
| |       |                                                                        |       |       |
| |       |                                                                        |       |       |
| |       |                                                                        |       |       |
| |       |                                                                        |       |       |

Время матча - 1:28 (19+25+24+20).
Набранные очки - 97:71 (атака - 44:43, блок - 12:5, подача - 4:3, ошибки соперника - 37:20).

#### Движение команды по турам
| 1 |

| 1 |

| 1 |

| 1 |

| 3 |

| 3 |

| 3 |

| 3 |

| 3 |

| 3 |

| 3 |

| 3 |

| 4 |

| 4 |

| 4 |

| 4 |

| 4 |

| 4 |

| 4 |

| 4 |

| 4 |

| 4 |

| 4 |

| 4 |

| 4 |

| 4 |

| Суперлига | Место в таблице |

| Суперлига | Место в таблице |

### Турнирная таблица
|                                     | И  | В  | П  | 3:0 | 3:1 | 3:2 | 2:3 | 1:3 | 0:3 | С/П   | О  |
| ----------------------------------- | -- | -- | -- | --- | --- | --- | --- | --- | --- | ----- | -- |
| 1. «Белогорье» (Белгород)           | 26 | 24 | 2  | 9   | 13  | 2   | 0   | 1   | 1   | 73:23 | 70 |
| 2. «Зенит» (Казань)                 | 26 | 23 | 3  | 11  | 10  | 2   | 1   | 2   | 0   | 73:23 | 68 |
| 3. «Динамо» (Москва)                | 26 | 20 | 6  | 13  | 6   | 1   | 2   | 2   | 2   | 66:26 | 61 |
| 4. «Локомотив» (Новосибирск)        | 26 | 20 | 6  | 10  | 7   | 3   | 0   | 3   | 3   | 63:31 | 57 |
| 5. «Газпром-Югра» (Сургут)          | 26 | 13 | 13 | 5   | 6   | 2   | 6   | 4   | 3   | 55:49 | 43 |
| 6. «Губерния» (Нижний Новгород)     | 26 | 14 | 12 | 7   | 3   | 4   | 3   | 5   | 4   | 53:47 | 41 |
| 7. «Факел» (Новый Уренгой)          | 26 | 13 | 13 | 9   | 2   | 2   | 3   | 4   | 6   | 49:45 | 40 |
| 8. «Кузбасс» (Кемерово)             | 26 | 14 | 12 | 6   | 4   | 4   | 1   | 6   | 5   | 50:48 | 39 |
| 9. «Динамо» (Краснодар)             | 26 | 11 | 15 | 6   | 2   | 3   | 4   | 5   | 6   | 46:53 | 34 |
| 10. «Югра-Самотлор» (Нижневартовск) | 26 | 10 | 16 | 4   | 4   | 2   | 1   | 5   | 10  | 37:56 | 29 |
| 11. «Прикамье» (Пермь)              | 26 | 7  | 19 | 2   | 3   | 2   | 3   | 6   | 10  | 33:64 | 22 |
| 12. «Нефтяник» (Оренбург)           | 26 | 7  | 19 | 2   | 3   | 2   | 2   | 7   | 10  | 32:64 | 21 |
| 13. «Урал» (Уфа)                    | 26 | 4  | 22 | 1   | 2   | 1   | 3   | 10  | 9   | 28:70 | 14 |
| 14. «Грозный»                       | 26 | 2  | 24 | 0   | 1   | 1   | 2   | 6   | 16  | 16:75 | 7  |

### Плей-офф

#### 1/4 финала
| 8 марта 2015 года отчёт 16:00 MSK | Газпром-Югра | 3 : 0 (25:16, 29:27, 25:18) | Локомотив | «Премьер-Арена», Сургут |

| Отчёт                                                                                               | Отчёт | Отчёт | Отчёт | Отчёт |
| --------------------------------------------------------------------------------------------------- | ----- | --- | ----- | ----- |
| |       | |       |       |
| |       | |       |       |
| |       | |       |       |
| Бакун (19) Родичев (18) Тодоров (5) Ханипов (5) Красиков (4) Чефранов (3) Антипкин (2) Алексиев (1) |       | Камехо (12) Дивиш (10) Мороз (5) Земченок (5) Вольвич (5) Абросимов (3) Ли (2) Еремин (1) Бутько (1) Самсонычев (0) Куркаев (0) Голубев (л) |       |       |
| |       | |       |       |
| |       | |       |       |
| |       | |       |       |
| |       | |       |       |
| |       | |       |       |

Время матча - 1:26 (25+35+26).
Набранные очки - 79:61 (атака - 41:40, блок - 9:2, подача - 7:2, ошибки соперника - 22:17).
| 15 марта 2015 года отчёт 16:00 MSK | Локомотив | 0 : 3 (23:25, 20:25, 18:25) | Газпром-Югра | СКК «Север», Новосибирск |

| Отчёт | Отчёт | Отчёт                                                                                              | Отчёт | Отчёт |
| --- | ----- | -------------------------------------------------------------------------------------------------- | ----- | ----- |
| |       | |       |       |
| |       | |       |       |
| |       | |       |       |
| Камехо (12) Дивиш (7) Мороз (7) Вольвич (6) Бутько (3) Абросимов (3) Земченок (1) Ли (1) Куркаев (1) Еремин (0) Комаров (л) Голубев (л) |       | Бакун (17) Родичев (9) Ханипов (7) Тодоров (5) Алексиев (5) Красиков (4) Антипкин (3) Чефранов (1) |       |       |
| |       | |       |       |
| |       | |       |       |
| |       | |       |       |
| |       | |       |       |
| |       | |       |       |

Время матча - 1:24 (30+27+27).
Набранные очки - 61:75 (атака - 36:36, блок - 3:9, подача - 2:6, ошибки соперника - 20:24).

#### Матчи за 5 - 8-е места
| 20 марта 2015 года отчёт 16:00 MSK | Локомотив | 3 : 0 (25:16, 25:21, 25:20) | Кузбасс | СКК «Север», Новосибирск |

| Отчёт                                                                                          | Отчёт | Отчёт                                                                                             | Отчёт | Отчёт |
| ---------------------------------------------------------------------------------------------- | ----- | ------------------------------------------------------------------------------------------------- | ----- | ----- |
|                                                                                                |       |                                                                                                   |       |       |
|                                                                                                |       |                                                                                                   |       |       |
|                                                                                                |       |                                                                                                   |       |       |
| Камехо (17) Мороз (12) Абросимов (9) Вольвич (5) Еремин (4) Бутько (3) Голубев (л) Комаров (л) |       | Мочалов (13) Нильссон (7) Крицкий (5) Андрэ (3) Щербаков (3) Колесник (3) Макаров (2) Налобин (2) |       |       |
|                                                                                                |       |                                                                                                   |       |       |
|                                                                                                |       |                                                                                                   |       |       |
|                                                                                                |       |                                                                                                   |       |       |
|                                                                                                |       |                                                                                                   |       |       |
|                                                                                                |       |                                                                                                   |       |       |

Время матча - 1:14 (23+25+26).
Набранные очки - 75:57 (атака - 42:30, блок - 4:6, подача - 4:2, ошибки соперника - 25:19)
| 21 марта 2015 года отчёт 16:00 MSK | Локомотив | 3 : 1 (21:25, 25:22, 25:23, 25:19) | Кузбасс | СКК «Север», Новосибирск |

| Отчёт | Отчёт | Отчёт                                                                                   | Отчёт | Отчёт |
| --- | ----- | --------------------------------------------------------------------------------------- | ----- | ----- |
| |       |                                                                                         |       |       |
| |       |                                                                                         |       |       |
| |       |                                                                                         |       |       |
| Камехо (22) Земченок (20) Вольвич (7) Еремин (6) Абросимов (6) Леоненко (6) Самсонычев (3) Бутько (2) Ли (2) Мороз (1) Дивиш (0) Голубев (л) Комаров (л) |       | Андрэ (22) Мочалов (18) Нильссон (10) Щербаков (5) Крицкий (4) Тавасиев (2) Макаров (2) |       |       |
| |       |                                                                                         |       |       |
| |       |                                                                                         |       |       |
| |       |                                                                                         |       |       |
| |       |                                                                                         |       |       |
| |       |                                                                                         |       |       |

Время матча - 1:59 (32+30+30+27).
Набранные очки - 96:89 (атака - 59:55, блок - 12:6, подача - 4:2, ошибки соперника - 21:26)
| 4 апреля 2015 года отчёт 14:00 MSK | Кузбасс | 0 : 3 (21:25, 22:25, 14:25) | Локомотив | СК «Горняк», Кемерово |

| Отчёт                                                                                              | Отчёт | Отчёт | Отчёт | Отчёт |
| -------------------------------------------------------------------------------------------------- | ----- | --- | ----- | ----- |
| |       | |       |       |
| |       | |       |       |
| |       | |       |       |
| Андрэ (12) Нильссон (11) Аскеров (10) Щербаков (2) Мочалов (2) Тавасиев (2) Крицкий (1) Бурцев (1) |       | Земченок (14) Дивиш (12) Камехо (9) Абросимов (9) Вольвич (5) Бутько (5) Мороз (2) Ли (1) Еремин (0) Куркаев (6) Голубев (л) |       |       |
| |       | |       |       |
| |       | |       |       |
| |       | |       |       |
| |       | |       |       |
| |       | |       |       |

Время матча - 1:20 (27+29+24).
Набранные очки - 57:75 (атака - 35:41, блок - 2:9, подача - 4:7, ошибки соперника - 16:18)

#### Матчи за 5-е место
| 18 апреля 2015 года отчёт 16:00 MSK | Локомотив | 3 : 1 (25:18, 25:18, 19:25, 25:21) | Факел | СКК «Север», Новосибирск |

| Отчёт | Отчёт | Отчёт                                                                                      | Отчёт | Отчёт |
| --- | ----- | ------------------------------------------------------------------------------------------ | ----- | ----- |
| |       |                                                                                            |       |       |
| |       |                                                                                            |       |       |
| |       |                                                                                            |       |       |
| Камехо (32) Дивиш (14) Мороз (11) Вольвич (9) Абросимов (5) Бутько (2) Ли (1) Еремин (0) Леоненко (0) Самсонычев (0) Голубев (л) |       | Тюрин (14) Клюка (11) Волков (9) Власов (9) Самойленко (8) Колодинский (3) Лихошерстов (2) |       |       |
| |       |                                                                                            |       |       |
| |       |                                                                                            |       |       |
| |       |                                                                                            |       |       |
| |       |                                                                                            |       |       |
| |       |                                                                                            |       |       |

Время матча - 1:43 (25+25+26+27).
Набранные очки - 94:80 (атака - 57:40, блок - 8:14, подача - 9:2, ошибки соперника - 20:24)
| 19 апреля 2015 года отчёт 16:00 MSK | Факел | 1 : 3 (19:25, 22:25, 25:23, 17:25) | Локомотив | СКК «Север», Новосибирск |

| Отчёт                                                                                       | Отчёт | Отчёт                                                                                                | Отчёт | Отчёт |
| ------------------------------------------------------------------------------------------- | ----- | --- | ----- | ----- |
|                                                                                             |       | |       |       |
|                                                                                             |       | |       |       |
|                                                                                             |       | |       |       |
| Власов (16) Тюрин (12) Клюка (12) Волков (7) Самойленко (3) Колодинский (3) Лихошерстов (2) |       | Камехо (24) Мороз (16) Вольвич (12) Дивиш (6) Абросимов (6) Бутько (4) Еремин (2) Ли (0) Голубев (л) |       |       |
|                                                                                             |       | |       |       |
|                                                                                             |       | |       |       |
|                                                                                             |       | |       |       |
|                                                                                             |       | |       |       |
|                                                                                             |       | |       |       |

Время матча - 1:47 (24+29+30+24).
Набранные очки - 83:98 (атака - 40:49, блок - 6:16, подача - 9:5, ошибки соперника - 28:28)

## Кубок России

### Предварительный этап
| 11 сентября 2014 года отчёт 18:30MSK | Локомотив | 3 : 1 (25:21, 25:23, 23:25, 25:23) | Факел | Академия волейбола им.Платонова, Санкт-Петербург |

| Отчёт                                                                              | Отчёт | Отчёт                                                                                    | Отчёт | Отчёт |
| ---------------------------------------------------------------------------------- | ----- | ---------------------------------------------------------------------------------------- | ----- | ----- |
|                                                                                    |       |                                                                                          |       |       |
|                                                                                    |       |                                                                                          |       |       |
|                                                                                    |       |                                                                                          |       |       |
| Земченок (20) Камехо (15) Дивиш (12) Абросимов (8) Куркаев (7) Бутько (2) Жось (0) |       | Бакун (19) Клюка (15) Фоменко (5) Самойленко (3) Власов (3) Колодинский (2) Красиков (2) |       |       |
|                                                                                    |       |                                                                                          |       |       |
|                                                                                    |       |                                                                                          |       |       |
|                                                                                    |       |                                                                                          |       |       |
|                                                                                    |       |                                                                                          |       |       |
|                                                                                    |       |                                                                                          |       |       |

| 12 сентября 2014 года отчёт 16:00 MSK | Урал | 1 : 3 (25:19, 21:25, 23:25, 18:25) | Локомотив | Академия волейбола им.Платонова, Санкт-Петербург |

| Отчёт | Отчёт | Отчёт | Отчёт | Отчёт |
| --- | ----- | --- | ----- | ----- |
| |       | |       |       |
| |       | |       |       |
| |       | |       |       |
| Феоктистов (15) Куцмус (11) Максимов (9) Кузнецов (8) Афиногенов (6) Ботин (3) Данилов (3) Яковлев (3) Жлоба (2) |       | Земченок (18) Камехо (18) Абросимов (14) Леоненко (12) Белогорцев (4) Жось (3) Дивиш (2) Куркаев (0) Петрушов (л) |       |       |
| |       | |       |       |
| |       | |       |       |
| |       | |       |       |
| |       | |       |       |
| |       | |       |       |

| 13 сентября 2014 года отчёт 18:30MSK | Локомотив | 3 : 2 (13:25, 25:17, 21:25, 25:20, 15:12) | Динамо-ЛО | Академия волейбола им.Платонова, Санкт-Петербург |

| Отчёт                                                                                   | Отчёт | Отчёт                                                                                | Отчёт | Отчёт |
| --------------------------------------------------------------------------------------- | ----- | ------------------------------------------------------------------------------------ | ----- | ----- |
|                                                                                         |       |                                                                                      |       |       |
|                                                                                         |       |                                                                                      |       |       |
|                                                                                         |       |                                                                                      |       |       |
| Земченок (18) Камехо (18) Дивиш (12) Леоненко (9) Абросимов (8) Белогорцев (4) Жось (3) |       | Ботин (21) Ковалев (17) Пархомчук (12) Пурин (9) Олейников (8) Щитков (1) Щедров (1) |       |       |
|                                                                                         |       |                                                                                      |       |       |
|                                                                                         |       |                                                                                      |       |       |
|                                                                                         |       |                                                                                      |       |       |
|                                                                                         |       |                                                                                      |       |       |
|                                                                                         |       |                                                                                      |       |       |

| 14 сентября 2014 года 16:00 MSK | Искра | 0 : 3 (29:31, 14:25, 16:25) | Локомотив | Академия волейбола им.Платонова, Санкт-Петербург |

| Отчёт | Отчёт | Отчёт | Отчёт | Отчёт |
| ----- | ----- | ----- | ----- | ----- |
|       |       |       |       |       |
|       |       |       |       |       |
|       |       |       |       |       |
|       |       |       |       |       |
|       |       |       |       |       |
|       |       |       |       |       |
|       |       |       |       |       |
|       |       |       |       |       |
|       |       |       |       |       |

| 25 сентября 2014 года отчёт 16:00MSK | Локомотив | 3 : 0 (25:22, 25:19, 25:20) | Факел | СК «Север», Новосибирск |

| Отчёт                                                                             | Отчёт | Отчёт | Отчёт | Отчёт |
| --------------------------------------------------------------------------------- | ----- | --- | ----- | ----- |
|                                                                                   |       | |       |       |
|                                                                                   |       | |       |       |
|                                                                                   |       | |       |       |
| Камехо (18) Земченок (13) Дивиш (8) Куркаев (8) Бутько (3) Абросимов (2) Жось (0) |       | Бакун (12) Волков (9) Клюка (7) Колодинский (4) Фоменко (4) Тохташ (3) Власов (2) Красиков (2) Самойленко (1) |       |       |
|                                                                                   |       | |       |       |
|                                                                                   |       | |       |       |
|                                                                                   |       | |       |       |
|                                                                                   |       | |       |       |
|                                                                                   |       | |       |       |

| 26 сентября 2014 года 16:00 MSK | Урал | 1 : 3 (25:21, 23:25, 22:25, 22:25) | Локомотив | СК «Север», Новосибирск |

| Отчёт | Отчёт | Отчёт | Отчёт | Отчёт |
| ----- | ----- | ----- | ----- | ----- |
|       |       |       |       |       |
|       |       |       |       |       |
|       |       |       |       |       |
|       |       |       |       |       |
|       |       |       |       |       |
|       |       |       |       |       |
|       |       |       |       |       |
|       |       |       |       |       |
|       |       |       |       |       |

| 27 сентября 2014 года отчёт 16:00MSK | Локомотив | 3 : 2 (25:16, 25:20, 24:26, 18:25, 15:11) | Динамо-ЛО | СК «Север», Новосибирск |

| Отчёт | Отчёт | Отчёт | Отчёт | Отчёт |
| --- | ----- | --- | ----- | ----- |
| |       | |       |       |
| |       | |       |       |
| |       | |       |       |
| Земченок (16) Еремин (14) Вольвич (14) Дивиш (10) Камехо (18) Куркаев (7) Аксютин (5) Бутько (5) Жось (0) |       | Ботин (16) Пурин (15) Ковалев (13) Пархомчук (8) Олейников (7) Никтин (7) А.Ткачев (3) Щитков (2) Рыков (2) Н.Ткачев (1) Березин (1) |       |       |
| |       | |       |       |
| |       | |       |       |
| |       | |       |       |
| |       | |       |       |
| |       | |       |       |

| 28 сентября 2014 года 16:00 MSK | Искра | 0 : 3 (13:25, 26:28, 18:25). | Локомотив | СК «Север», Новосибирск |

| Отчёт | Отчёт | Отчёт | Отчёт | Отчёт |
| ----- | ----- | ----- | ----- | ----- |
|       |       |       |       |       |
|       |       |       |       |       |
|       |       |       |       |       |
|       |       |       |       |       |
|       |       |       |       |       |
|       |       |       |       |       |
|       |       |       |       |       |
|       |       |       |       |       |
|       |       |       |       |       |

|                               | 1        | 2        | 3        | 4        | 5        | В (3:2) | П (2:3) | С/П   | О  |
| ----------------------------- | -------- | -------- | -------- | -------- | -------- | ------- | ------- | ----- | -- |
| 1. «Локомотив» (Новосибирск)  |          | 3:1, 3:0 | 3:2, 3:2 | 3:1, 3:1 | 3:0, 3:0 | 8 (2)   | 0 (0)   | 24:7  | 22 |
| 2. «Факел» (Новый Уренгой)    | 1:3, 0:3 |          | 3:0, 3:0 | 3:0, 3:2 | 3:0, 3:0 | 6 (1)   | 2 (0)   | 19:8  | 17 |
| 3. «Динамо-ЛО» (Сосновый Бор) | 2:3, 2:3 | 0:3, 0:3 |          | 3:1, 1:3 | 3:0, 3:0 | 3 (0)   | 5 (2)   | 14:16 | 11 |
| 4. «Урал» (Уфа)               | 1:3, 1:3 | 0:3, 2:3 | 1:3, 3:1 |          | 3:1, 3:0 | 3 (0)   | 5 (1)   | 14:17 | 10 |
| 5. «Искра» (Одинцово)         | 0:3, 0:3 | 0:3, 0:3 | 0:3, 0:3 | 1:3, 0:3 |          | 0 (0)   | 8 (0)   | 1:24  | 0  |

### Полуфинал
| 17 октября 2014 года отчёт 16:00MSK | Локомотив | 3 : 0 (25:15, 25:20, 25:18) | Динамо-ЛО | СКК «Север», Новосибирск |

| Отчёт | Отчёт | Отчёт | Отчёт | Отчёт |
| --- | ----- | --- | ----- | ----- |
| |       | |       |       |
| |       | |       |       |
| |       | |       |       |
| Земчёнок (13) Дивиш (11) Камехо (10) Абросимов (7) Ли (5) Бутько (3) Вольвич (2) Леоненко (0) Самсонычев (0) Ерёмин (0) Комаров (л) Голубев (л) |       | Пурин (5) Рыков (4) Березин (4) Пархомчук (4) Олейников (4) Ковалёв (4) Никитин (3) Ботин (3) А. Ткачёв (2) Н. Ткачёв (2) Щедров (1) Щитков (1) |       |       |
| |       | |       |       |
| |       | |       |       |
| |       | |       |       |
| |       | |       |       |
| |       | |       |       |

Время матча - 1:10 (19+27+24).
Набранные очки - 75:53 (атака - 44:31, блок - 12:3, подача - 8:6, ошибки соперника - 11:13).
| 18 октября 2014 года отчёт 16:00 MSK | Локомотив | 3 : 1 (21:25, 25:17, 25:16, 25:18) | Газпром-Югра | СКК «Север», Новосибирск |

| Отчёт | Отчёт | Отчёт                                                                                               | Отчёт | Отчёт |
| --- | ----- | --------------------------------------------------------------------------------------------------- | ----- | ----- |
| |       | |       |       |
| |       | |       |       |
| |       | |       |       |
| Камехо (23) Земчёнок (20) Дивиш (10) Бутько (6) Абросимов (5) Вольвич (3) Ерёмин (0) Комаров (л) Голубев (л) |       | Бакун (14) Алексиев (11) Тодоров (8) Ханипов (6) Родичев (5) Шипотько (3) Антипкин (3) Чефранов (3) |       |       |
| |       | |       |       |
| |       | |       |       |
| |       | |       |       |
| |       | |       |       |
| |       | |       |       |

Время матча - 1:43 (29+26+23+25).
Набранные очки - 96:76 (атака - 61:49, блок - 10:8, подача - 10:3, ошибки соперника - 15:16).
| 19 октября 2014 года отчёт 16:00MSK | Грозный | 0 : 3 (11:25, 26:28, 22:25) | Локомотив | СКК «Север», Новосибирск |

| Отчёт                                                                                        | Отчёт | Отчёт | Отчёт | Отчёт |
| -------------------------------------------------------------------------------------------- | ----- | --- | ----- | ----- |
|                                                                                              |       | |       |       |
|                                                                                              |       | |       |       |
|                                                                                              |       | |       |       |
| Шкулявичус (14) Комаров (14) Бескровный (4) Таюрский (4) Черненко (3) Никишин (3) Осипов (2) |       | Земчёнок (13) Камехо (10) Ли (8) Куркаев (7) Дивиш (5) Ерёмин (3) Бутько (2) Самсонычев (2) Леоненко (2) Комаров (л) Голубев (л) |       |       |
|                                                                                              |       | |       |       |
|                                                                                              |       | |       |       |
|                                                                                              |       | |       |       |
|                                                                                              |       | |       |       |
|                                                                                              |       | |       |       |

Время матча - 1:20 (20+32+28).
Набранные очки - 78:59 (атака - 46:35, блок - 18:4, подача - 4:4, ошибки соперника - 10:16).
|                               | 1   | 2   | 3   | 4   | В (3:2) | П (2:3) | С/П | О |
| ----------------------------- | --- | --- | --- | --- | ------- | ------- | --- | - |
| 1. «Локомотив» (Новосибирск)  |     | 3:1 | 3:0 | 3:0 | 3 (0)   | 0 (0)   | 9:1 | 9 |
| 2. «Газпром-Югра» (Сургут)    | 1:3 |     | 3:1 | 3:0 | 2 (0)   | 1 (0)   | 7:4 | 6 |
| 3. «Динамо-ЛО» (Сосновый Бор) | 0:3 | 1:3 |     | 3:1 | 1 (0)   | 2 (0)   | 4:7 | 3 |
| 4. «Грозный»                  | 0:3 | 0:3 | 1:3 |     | 0 (0)   | 3 (0)   | 1:9 | 0 |

### Финальный этап
Матчи «Финала шести» пройдут в белгородском дворце спорта «Космос» с 23 по 28 декабря 2014 года.

#### Группа А
|                              | 1   | 2   | 3   | И | В (3:2) | П (2:3) | С/П | О |
| ---------------------------- | --- | --- | --- | - | ------- | ------- | --- | - |
| 1. «Зенит» (Казань)          |     | 3:0 | 3:0 | 2 | 2 (0)   | 0 (0)   | 6:0 | 6 |
| 2. «Локомотив» (Новосибирск) | 0:3 |     | 3:0 | 2 | 1 (0)   | 1 (0)   | 3:3 | 3 |
| 3. «Факел» (Новый Уренгой)   | 0:3 | 0:3 |     | 2 | 0 (0)   | 2 (0)   | 0:6 | 0 |

| 24 декабря 2014 года отчёт 16:00 MSK | Локомотив | 3 : 0 (25:14, 25:19, 25:16) | Факел | Дворец спорта «Космос», Белгород |

| Отчёт | Отчёт | Отчёт                                                                             | Отчёт | Отчёт |
| --- | ----- | --------------------------------------------------------------------------------- | ----- | ----- |
| |       |                                                                                   |       |       |
| |       |                                                                                   |       |       |
| |       |                                                                                   |       |       |
| Камехо (15) Земчёнок (11) Дивиш (9) Вольвич (9) Ли (6) Бутько (6) Ерёмин (1) Мороз (0) Куркаев (0) Самсонычев (0) Комаров (л) Голубев (л) |       | Самойленко (8) Волков (8) Тюрин (5) Клюка (4) Фоменко (4) Власов (3) Безруков (2) |       |       |
| |       |                                                                                   |       |       |
| |       |                                                                                   |       |       |
| |       |                                                                                   |       |       |
| |       |                                                                                   |       |       |
| |       |                                                                                   |       |       |

Время матча - 1:07 (22+24+21).
Набранные очки - 75:49 (атака - 37:27, блок - 12:7, подача - 8:0, ошибки соперника - 18:15).
| 25 декабря 2014 года отчёт 16:00 MSK | Зенит | 3 : 0 (25:23, 25:23, 25:17) | Локомотив | Дворец спорта «Космос», Белгород Зрителей: 1200 |

| Отчёт                                                                    | Отчёт | Отчёт | Отчёт | Отчёт |
| ------------------------------------------------------------------------ | ----- | --- | ----- | ----- |
|                                                                          |       | |       |       |
|                                                                          |       | |       |       |
|                                                                          |       | |       |       |
| Леон (21) Михайлов (13) Сивожелез (13) Апаликов (6) Ащев (3) Кобзарь (2) |       | Камехо (7) Земчёнок (7) Дивиш (6) Вольвич (6) Бутько (3) Ерёмин (0) Мороз (0) Леоненко (0) Комаров (л) Голубев (л) |       |       |
|                                                                          |       | |       |       |
|                                                                          |       | |       |       |
|                                                                          |       | |       |       |
|                                                                          |       | |       |       |
|                                                                          |       | |       |       |

Время матча - 1:22 (28+29+25).
Набранные очки - 75:63 (атака - 42:22, блок - 9:10, подача - 7:3, ошибки соперника - 17:28).

#### Полуфинал
| 27 декабря 2014 года отчёт 19:00 MSK | Белогорье | 1 : 3 (25:16, 20:25, 20:25, 23:25) | Локомотив | Дворец спорта «Космос», Белгород |

| Отчёт                                                                                | Отчёт | Отчёт | Отчёт | Отчёт |
| ------------------------------------------------------------------------------------ | ----- | --- | ----- | ----- |
|                                                                                      |       | |       |       |
|                                                                                      |       | |       |       |
|                                                                                      |       | |       |       |
| Мусэрский (17) Тетюхин (11) Грозер (9) Хтей (9) Жигалов (7) Смоляр (4) Богомолов (1) |       | Земченок (20) Камехо (17) Вольвич (13) Дивиш (9) Абросимов (6) Бутько (2) Леоненко (1) Еремин (1) Ли (0) Самсонычев (0) Комаров (л) |       |       |
|                                                                                      |       | |       |       |
|                                                                                      |       | |       |       |
|                                                                                      |       | |       |       |
|                                                                                      |       | |       |       |
|                                                                                      |       | |       |       |

Время матча - 1:52 (24+29+27+32).
Набранные очки - 88:91 (атака - 42:55, блок - 11:9, подача - 5:5, ошибки соперника - 30:22).

#### ФИНАЛ
| 28 декабря 2014 года 17:00 MSK | \| «Зенит» \| 3 : 0 отчёт \| «Локомотив» \| \| Леон (19) Апаликов (10) Михайлов (9) Сивожелез (9) Кобзарь (3) Ащев (2) Полетаев (0) Вербов (л) \| Голы \| Земченок (10) Абросимов (9) Камехо (8) Дивиш (8) Вольвич (7) Бутько (0) Еремин (0) Самсонычев (0) Леоненко (0) Голубев (л) Комаров (л) \| | Белгород Дворец спорта «Космос» Зрителей: 3 500                                                                                        |
| Счёт по партиям — 25 : 20, 25 : 19, 25 : 22. Время матча — 1 час 19 минут. Набранные очки - 75:61 (атака - 31:32, блок - 9:6, подача - 12:4, ошибки соперника - 23:19). | | |
| БЕЛГОРОД - ЛУЧШИЙ В МИРЕ, А В РОССИИ ЛУЧШИЙ - "ЗЕНИТ"! | | |
| «Зенит» | 3 : 0 отчёт | «Локомотив» |
| Леон (19) Апаликов (10) Михайлов (9) Сивожелез (9) Кобзарь (3) Ащев (2) Полетаев (0) Вербов (л)                                                                         | Голы | Земченок (10) Абросимов (9) Камехо (8) Дивиш (8) Вольвич (7) Бутько (0) Еремин (0) Самсонычев (0) Леоненко (0) Голубев (л) Комаров (л) |

## Кубок Сибири и Дальнего Востока
Финальный турнир Кубка Сибири и Дальнего Востока проходил в Красноярске с 26 по 31 августа 2014 года, за почетный трофей боролось восемь команд. Обладателем Кубка в девятый раз стал «Локомотив». 

### Группа А
Локомотив — Енисей-2 — 3 : 0 (25:15, 25:15, 25:16)
Локомотив — Тюмень — 3 : 1 (25:21, 25:21, 20:25, 25:21)
Локомотив — Югра-Самотлор — 3 : 2 (25:22, 25:22, 19:25, 22:25, 15:13)
| Место | Команда       | И | В     | П     | Парт  | Очки |
| ----- | ------------- | - | ----- | ----- | ----- | ---- |
| 1     | Локомотив     | 3 | 3 (1) | 0     | 9 - 3 | 8    |
| 2     | Югра-Самотлор | 3 | 2     | 1 (1) | 8 - 3 | 7    |
| 3     | Тюмень        | 3 | 1     | 2     | 4 - 6 | 3    |
| 4     | Енисей-2      | 3 | 0     | 3     | 0 - 9 | 0    |

### 1/2 финала
Локомотив — Енисей — 3 : 0 (25:23, 25:18, 25:19)

### ФИНАЛ
| 31 августа 2014 года отчёт 12:00MSK | Локомотив | 3 : 0 (25:21, 25:21, 25:17) | Факел | Дом спорта им. Михаила Дворкина, Красноярск |

| Отчёт | Отчёт | Отчёт                                                                                  | Отчёт | Отчёт |
| --- | ----- | -------------------------------------------------------------------------------------- | ----- | ----- |
| |       |                                                                                        |       |       |
| |       |                                                                                        |       |       |
| |       |                                                                                        |       |       |
| Камехо (17) Земченок (13) Абросимов (8) Бутько (7) Козлов (6) Дивиш (2) Еремин (0) Леоненко (0) Комаров (л) |       | Бакун (9) Красиков (8) Фоменко (6) Колодинский (4) Самойленко (4) Тохташ (3) Тюрин (3) |       |       |
| |       |                                                                                        |       |       |
| |       |                                                                                        |       |       |
| |       |                                                                                        |       |       |
| |       |                                                                                        |       |       |
| |       |                                                                                        |       |       |

## Лига чемпионов ЕКВ

### Групповой турнир
| 6 ноября 2014 года отчёт 20:00 MSK | «Марек Юнион-Ивкони» | 1 : 3 (20:25, 27:25, 16:25, 20:25) | «Локомотив» | «Arena», Самоков Зрителей: 900 |

| Отчёт                                                                                  | Отчёт | Отчёт | Отчёт | Отчёт |
| -------------------------------------------------------------------------------------- | ----- | --- | ----- | ----- |
|                                                                                        |       | |       |       |
|                                                                                        |       | |       |       |
|                                                                                        |       | |       |       |
| Ельчинов (18) Велков (7) Гиоргиев (6) Величков (6) Душков (4) Апостолов (4) Иванов (3) |       | Леоненко (19) Куркаев (17) Аксютин (15) Еремин (10) Ли (7) Самсонычев (3) Жось (0) Петрушов (0) Комаров (л) |       |       |
|                                                                                        |       | |       |       |
|                                                                                        |       | |       |       |
|                                                                                        |       | |       |       |
|                                                                                        |       | |       |       |
|                                                                                        |       | |       |       |

Время матча - 1:41 (23+31+23+24).
Набранные очки - 83:100 (атака - 37:52, блок - 6:14, подача - 5:5, ошибки соперника - 35:29).
| 19 ноября 2014 года отчёт 16:00MSK | «Локомотив» | 3 : 1 (25:21, 25:15, 23:25, 25:15) | «САИ Теруэль» | СКК «Север», Новосибирск Зрителей: 1660 |

| Отчёт | Отчёт | Отчёт                                                                                                 | Отчёт | Отчёт |
| --- | ----- | --- | ----- | ----- |
| |       | |       |       |
| |       | |       |       |
| |       | |       |       |
| Земченок (18) Вольвич (14) Дивиш (12) Бутько (8) Куркаев (6) Еремин (6) Леоненко (4) Абросимов (1) Голубев (л) |       | Барсала Санроман (20) Алтайо (13) Руис (8) Галич (7) Феррейра Ранхель (7) Висиана Мера (5) Иванов (3) |       |       |
| |       | |       |       |
| |       | |       |       |
| |       | |       |       |
| |       | |       |       |
| |       | |       |       |

Время матча - 1:38 (23+23+28+24).
Набранные очки - 98:76 (атака - 48:49, блок - 12:11, подача - 9:0, ошибки соперника - 29:16).
| 3 декабря 2014 года отчёт 19:00MSK | «Ястшембски-Венгель» | 1 : 3 (25:23, 20:25, 20:25, 19:25) | «Локомотив» | «Hala Widowiskowo - Sportowa», Ястшембе-Здруй Зрителей: 2000 |

| Отчёт                                                                                 | Отчёт | Отчёт                                                                                 | Отчёт | Отчёт |
| ------------------------------------------------------------------------------------- | ----- | ------------------------------------------------------------------------------------- | ----- | ----- |
|                                                                                       |       |                                                                                       |       |       |
|                                                                                       |       |                                                                                       |       |       |
|                                                                                       |       |                                                                                       |       |       |
| Ласко (19) Чарновски (11) Гьержински (11) Бартман (10) Пайенк (9) Масны (2) Козок (1) |       | Камехо (23) Земченок (16) Дивиш (14) Вольвич (8) Абросимов (6) Бутько (4) Голубев (л) |       |       |
|                                                                                       |       |                                                                                       |       |       |
|                                                                                       |       |                                                                                       |       |       |
|                                                                                       |       |                                                                                       |       |       |
|                                                                                       |       |                                                                                       |       |       |
|                                                                                       |       |                                                                                       |       |       |

Время матча - 1:52 (29+26+28+29).
Набранные очки - 84:98 (атака - 54:59, блок - 6:6, подача - 3:6, ошибки соперника - 21:27).
| 18 декабря 2014 года отчёт 16:00MSK | «Локомотив» | 3 : 0 (25:16, 25:23, 25:15) | «Ястшембски-Венгель» | СКК «Север», Новосибирск Зрителей: 1600 |

| Отчёт                                                                         | Отчёт | Отчёт                                                                                             | Отчёт | Отчёт |
| ----------------------------------------------------------------------------- | ----- | ------------------------------------------------------------------------------------------------- | ----- | ----- |
|                                                                               |       |                                                                                                   |       |       |
|                                                                               |       |                                                                                                   |       |       |
|                                                                               |       |                                                                                                   |       |       |
| Земченок (15) Камехо (12) Дивиш (9) Вольвич (8) Ли (5) Бутько (3) Голубев (л) |       | Ласко (10) Бартман (9) Пайенк (9) Чарновски (4) Гьержински (3) Малиновски (3) Масны (2) Козок (1) |       |       |
|                                                                               |       |                                                                                                   |       |       |
|                                                                               |       |                                                                                                   |       |       |
|                                                                               |       |                                                                                                   |       |       |
|                                                                               |       |                                                                                                   |       |       |
|                                                                               |       |                                                                                                   |       |       |

Время матча - 1:14 (24+27+23).
Набранные очки - 75:54 (атака - 35:36, блок - 14:5, подача - 3:0, ошибки соперника - 23:13).
| 20 января 2015 года отчёт 23:15MSK | «САИ Теруэль» | 3 : 0 (29:27, 25:23, 26:24) | «Локомотив» | «Pabellon Municipal Los Planos», Теруэль Зрителей: 1200 |

| Отчёт                                                                                        | Отчёт | Отчёт | Отчёт | Отчёт |
| -------------------------------------------------------------------------------------------- | ----- | --- | ----- | ----- |
|                                                                                              |       | |       |       |
|                                                                                              |       | |       |       |
|                                                                                              |       | |       |       |
| Барсала Санроман (16) Руис (10) Алтайо (7) Дедью (7) Висиана Мера (5) Торселло (3) Галич (1) |       | Мороз (14) Еремин (12) Куркаев (9) Белогорцев (8) Аксютин (6) Самсонычев (3) Жось (0) Петрушов (0) Комаров (л) |       |       |
|                                                                                              |       | |       |       |
|                                                                                              |       | |       |       |
|                                                                                              |       | |       |       |
|                                                                                              |       | |       |       |
|                                                                                              |       | |       |       |

Время матча -.
Набранные очки - 80:74 (атака - 36:37, блок - 9:13, подача - 4:2, ошибки соперника - 31:22).
| 27 января 2015 года отчёт 16:00MSK | «Локомотив» | 3 : 0 (26:24, 25:18, 25:18) | «Марек Юнион-Ивкони» | СКК «Север», Новосибирск Зрителей: 1500 |

| Отчёт | Отчёт | Отчёт | Отчёт | Отчёт |
| --- | ----- | --- | ----- | ----- |
| |       | |       |       |
| |       | |       |       |
| |       | |       |       |
| Куркаев (11) Аксютин (9) Еремин (9) Дивиш (8) Ли (5) Земченок (4) Бутько (1) Самсонычев (1) Голубев (л) Комаров (л) |       | Величков (12) Апостолов (6) Манджуков (5) Душков (4) Велков (4) Дульчев (4) Иванов (2) Гиоргиев (1) Цветанов (1) |       |       |
| |       | |       |       |
| |       | |       |       |
| |       | |       |       |
| |       | |       |       |
| |       | |       |       |

Время матча - 1:15 (26+25+24).
Набранные очки - 76:60 (атака - 34:34, блок - 12:3, подача - 2:2, ошибки соперника - 28:21).
| М | Команда                             | 1       | 2       | 3       | 4       | И | В | П | С/П  | О  |
| - | ----------------------------------- | ------- | ------- | ------- | ------- | - | - | - | ---- | -- |
| 1 | «Локомотив» Новосибирск             |         | 3:1 3:0 | 3:1 0:3 | 3:1 3:0 | 6 | 5 | 1 | 15:6 | 15 |
| 2 | «Ястшембски Венгель» Ястшембе-Здруй | 1:3 0:3 |         | 3:0     | 3:0 3:2 | 6 | 4 | 2 | 13:8 | 11 |
| 3 | «Теруэль» .                         | 1:3 3:0 | 0:3     |         | 2:3 3:0 | 6 | 2 | 4 | 9:12 | 7  |
| 4 | «Марек-Юнион» Дупница               | 1:3 0:3 | 0:3 2:3 | 3:2 0:3 |         | 6 | 1 | 5 | 6:17 | 3  |

### 1/8 финала
| 11 февраля 2015 года отчёт 20:00 MSK | «Томис» | 0 : 3 (21:25, 15:25, 20:25) | «Локомотив» | «Спортивный зал», Констанца Зрителей: 1251 |

| Отчёт                                                  | Отчёт | Отчёт                                                                                | Отчёт | Отчёт |
| ------------------------------------------------------ | ----- | ------------------------------------------------------------------------------------ | ----- | ----- |
|                                                        |       |                                                                                      |       |       |
|                                                        |       |                                                                                      |       |       |
|                                                        |       |                                                                                      |       |       |
| Симеонов (13) Петков (7) Янич (7) Станчу (6) Спину (4) |       | Камехо (14) Земченок (12) Вольвич (9) Дивиш (7) Абросимов (7) Бутько (5) Голубев (л) |       |       |
|                                                        |       |                                                                                      |       |       |
|                                                        |       |                                                                                      |       |       |
|                                                        |       |                                                                                      |       |       |
|                                                        |       |                                                                                      |       |       |
|                                                        |       |                                                                                      |       |       |

Время матча - 1:14 (27+22+25).
Набранные очки - 56:75 (атака - 30:30, блок - 6:16, подача - 1:8, ошибки соперника - 19:21).
| 18 февраля 2015 года отчёт 16:00 MSK | «Локомотив» | 3 : 0 (25:13, 25:12, 25:21) | «Томис» | СКК «Север», Новосибирск Зрителей: 1150 |

| Отчёт | Отчёт | Отчёт                                                                         | Отчёт | Отчёт |
| --- | ----- | ----------------------------------------------------------------------------- | ----- | ----- |
| |       |                                                                               |       |       |
| |       |                                                                               |       |       |
| |       |                                                                               |       |       |
| Земченок (12) Абросимов (10) Еремин (10) Камехо (6) Леоненко (6) Вольвич (4) Ли (2) Самсонычев (1) Бутько (0) Голубев (л) Комаров (л) |       | Петков (7) Ачиобанитеи (7) Павел (4) Лаза (4) Стоян (3) Володжа (2) Спину (2) |       |       |
| |       |                                                                               |       |       |
| |       |                                                                               |       |       |
| |       |                                                                               |       |       |
| |       |                                                                               |       |       |
| |       |                                                                               |       |       |

Время матча - 1:09 (20+22+27).
Набранные очки - 75:46 (атака - 32:22, блок - 11:3, подача - 8:4, ошибки соперника - 24:17).

### 1/4 финала
| 4 марта 2015 года отчёт 16:00 MSK | «Локомотив» | 1 : 3 (25:20, 21:25, 27:29, 17:25) | «Ресовия» | СКК «Север», Новосибирск Зрителей: 1200 |

| Отчёт | Отчёт | Отчёт                                                                             | Отчёт | Отчёт |
| --- | ----- | --------------------------------------------------------------------------------- | ----- | ----- |
| |       |                                                                                   |       |       |
| |       |                                                                                   |       |       |
| |       |                                                                                   |       |       |
| Дивиш (19) Камехо (16) Земченок (11) Вольвич (6) Ли (3) Абросимов (3) Мороз (3) Бутько (1) Еремин (0) Голубев (л) Комаров (л) |       | Ивович (18) Шопс (17) Пенчев (15) Новаковски (14) Холмс (9) Конарски (1) Дрия (1) |       |       |
| |       |                                                                                   |       |       |
| |       |                                                                                   |       |       |
| |       |                                                                                   |       |       |
| |       |                                                                                   |       |       |
| |       |                                                                                   |       |       |

Время матча - 1:55 (26+29+34+26).
Набранные очки - 90:99 (атака - 48:60, блок - 6:9, подача - 8:6, ошибки соперника - 28:24).
| 11 марта 2015 года отчёт 21:30 MSK | «Ресовия» | 2 : 3 (20:25, 25:19, 25:22, 19:25, 15:17) | «Локомотив» | «RCWS Podpromie», Жешув Зрителей: 4512 |

| Отчёт | Отчёт | Отчёт | Отчёт | Отчёт |
| --- | ----- | --- | ----- | ----- |
| |       | |       |       |
| |       | |       |       |
| |       | |       |       |
| Пенчев (16) Бущек (11) Новаковски (10) Ивович (10) Шопс (10) Холмс (6) Конарски (5) Лотман (5) Дрия (1) Тичхачек (1) |       | Камехо (14) Земченок (14) Дивиш (13) Мороз (9) Ли (7) Вольвич (6) Еремин (5) Бутько (4) Абросимов (2) Самсонычев (2) Голубев (л) Комаров (л) |       |       |
| |       | |       |       |
| |       | |       |       |
| |       | |       |       |
| |       | |       |       |
| |       | |       |       |

Время матча - 2:06 (25+27+31+25+18).
Набранные очки - 104:108 (атака - 58:51, блок - 9:11, подача - 8:14, ошибки соперника - 29:31).

## Состав с начала сезона
| №  | Имя                 | Поз          | И | Очк | Подача | Эф. приём | Атака | Блок | Ошиб | Примечание |
| -- | ------------------- | ------------ | - | --- | ------ | --------- | ----- | ---- | ---- | ---------- |
| 1  | Дэвид Ли            | Блокирующий  |   |     |        |           |       |      |      |            |
| 2  | Лукаш Дивиш         | Доигровщик   |   |     |        |           |       |      |      |            |
| 4  | Артем Вольвич       | Блокирующий  |   |     |        |           |       |      |      |            |
| 8  | Павел Мороз         | Диагональный |   |     |        |           |       |      |      |            |
| 9  | Станислав Еремин    | Доигровщик   |   |     |        |           |       |      |      |            |
| 10 | Валерий Комаров     | Либеро       |   |     |        |           |       |      |      |            |
| 11 | Денис Земчёнок      | Диагональный |   |     |        |           |       |      |      |            |
| 12 | Александр Бутько    | Связующий    |   |     |        |           |       |      |      |            |
| 13 | Валентин Голубев    | Либеро       |   |     |        |           |       |      |      |            |
| 14 | Александр Абросимов | Блокирующий  |   |     |        |           |       |      |      |            |
| 15 | Ореол Камехо        | Доигровщик   |   |     |        |           |       |      |      |            |
| 17 | Николай Леоненко    | Доигровщик   |   |     |        |           |       |      |      |            |
| 18 | Олег Самсонычев     | Связующий    |   |     |        |           |       |      |      |            |
| 20 | Ильяс Куркаев       | Блокирующий  |   |     |        |           |       |      |      |            |

Генеральный директор — Роман Станиславов
Главный тренер — Андрей Воронков
Тренеры — Джованни Росси, Евгений Митьков, Константин Сиденко.